# Ремо Фројлер
Ремо Фројлер је швајцарски професионални фудбалер који игра на позицији офанзивног везног за клуб из италијанске Серије А,  Болоње и репрезентацију Швајцарске.

## Играчка каријера

### Клубови
Фојлер је почео у подмладицима клуба Гинвил, из којег је 2005. прешао у академију Винтертур. За први тим Винтертура Фројлер је дебитовао 2010. године, са 18 година, ушао је као замена у два меча друге швајцарске друге лиге на крају сезоне 2009/10.
У лето 2010. прешао је у Грасхопер, где је провео већи део сезоне играјући за резервни тим. Међутим, те сезоне са клубом је дебитовао у Супер лиги, али није постао стандардни члан прве једанаесторке, због чега се у фебруару 2012. вратио у Винтертур, где је провео наредне две године као један од главних играча клуба.
Својом игром за Винтертур привукао је пажњу представника стручног штаба Луцерна, у који је дошао у фебруару 2014. године. Наредне две сезоне играчке каријере играо је за тим Луцерна. Највише времена провео је са Луцерном као првотимац тима и одиграо је укупно 63 утакмице у Супер лиги и постигао девет голова.
Дана 19. јануара 2016. прешао је у италијанску Аталанту, потписавши уговор до краја јуна 2019. године. За нови клуб је дебитовао 7. фебруара 2016. на домаћем мечу против Емполија (0:0) у Серији А.

### Репрезентација
Фројлер је прошао кроз омладинску селекцију у Швајцарској пре него што је први пут позван у сениорски тим током квалификацијске кампање за Светско првенство у Швајцарској 2018. За репрезентацију је дебитовао као замена за Хариса Сеферовића ушавши у 84. минуту у победи над Летонијом резултатом 1:0 25. марта 2017. године.
Био је укључен у 23-члану селекцију Швајцарске за Светско првенство у фудбалу 2018. у Русији, где је био неискоришћена замена у сва четири меча док је Швајцарска стигла до осмине финала.
Дана 26. марта 2019, Фројлер је постигао свој први гол за Швајцарску у ремију 3–3 са Данском током квалификација за Европско првенство у фудбалу 2020.
У мају 2019. играо је у финалу УЕФА Лиге нација 2019, где је његов тим завршио на четвртом месту.
Фројлер је именован у швајцарски тим од 26 играча за одложено УЕФА Еуро 2020, где је почео свих пет мечева. Дана 2. јула 2021, у четвртфиналу против Шпаније, допринео је асистенцији за изједначујући гол Џердана Шаћирија, али је касније искључен у 77. минуту након одлуке коју су многи стручњаци сматрали преоштром. Утакмица је завршена резултатом 1–1 и завршила се извођењем једанаестераца, у којем је Шпанија била успешнија и прошла у полуфинале.
Фројлер је именован у швајцарски тим за Светско првенство у фудбалу 2022. године, остваривши свој 50. наступ за национални тим и први у финалу Светског првенства у уводној утакмици тима против Камеруна 24. новембра 2022. године. У последњем мечу групе Г, постигао је победнички гол у победи од 3–2 против Србије да би се Швајцарска квалификовала у нокаут фазу.
Дана 7. јуна 2024, Фројлер је именован у швајцарски тим за УЕФА Еуро 2024 у Немачкој. Почео је први меч тима против Мађарске, асистирајући голу Мишела Аебишера у победи од 3–1. У мечу 16. кола против Италије, постигао је свој први гол у европском такмичењу у победи од 2:0, што је допринело првој победи своје земље над њиховим противником од 1993. године.